# 東風郷 (炎陵県)
東風郷（とうふう-きょう、簡:东风乡）は、中華人民共和国湖南省株洲市炎陵県に位置する郷
。中華人民共和国行政区画代碼による分類は430225208。

## 行政区画
東風郷には以下の村により構成される。
- 高山村
- 高峰村
- 金山村
- 木新村
- 太平嶺村
- 東星村
- 西草坪村
- 新壠村
- 上村
- 三口村
- 紅星村
- 紅光村
- 沿汾村